# Ранньохристиянське мистецтво і архітектура

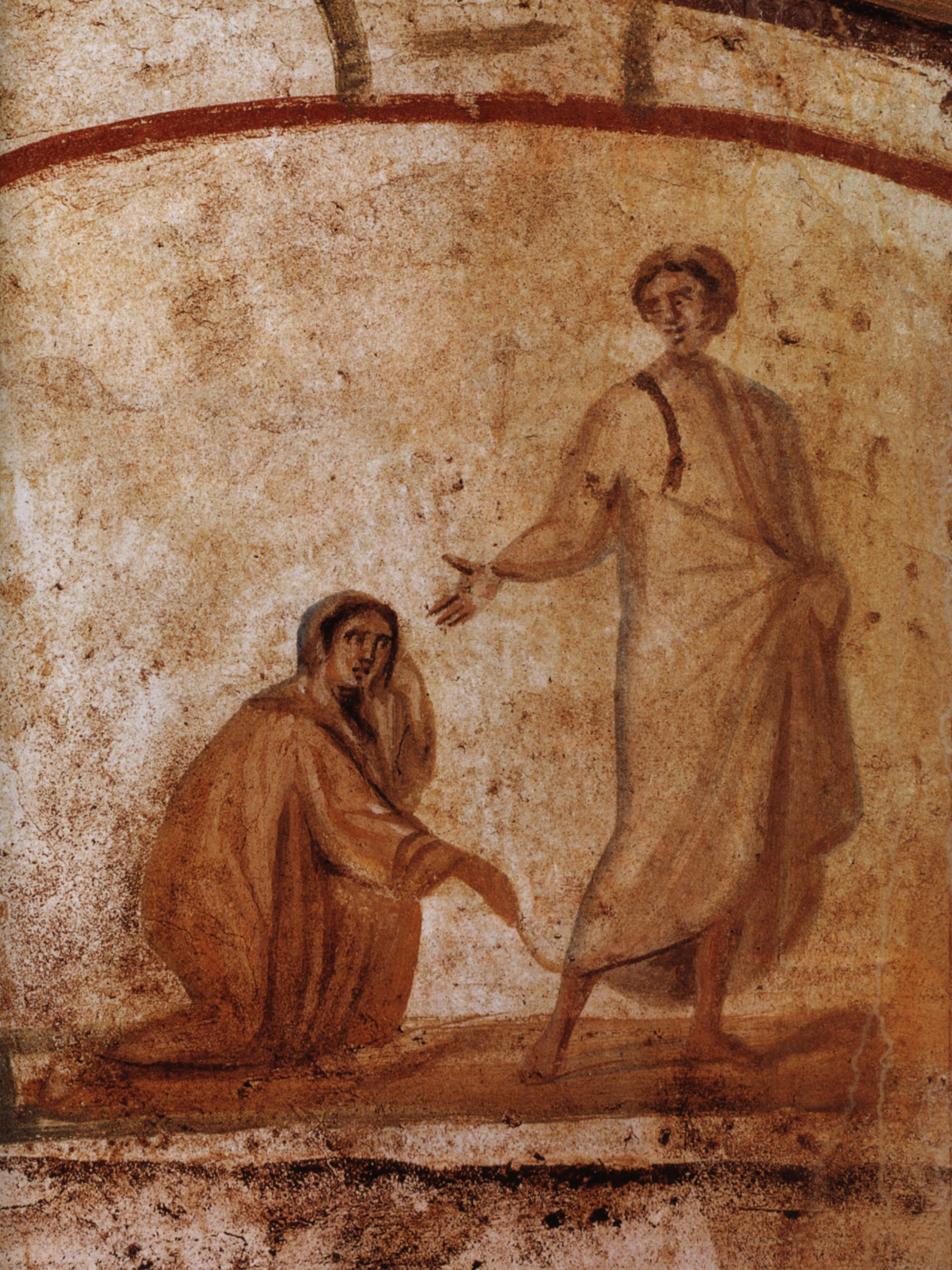
Ісус зцілює кровоточиву жінку, Римські катакомби, 300—350

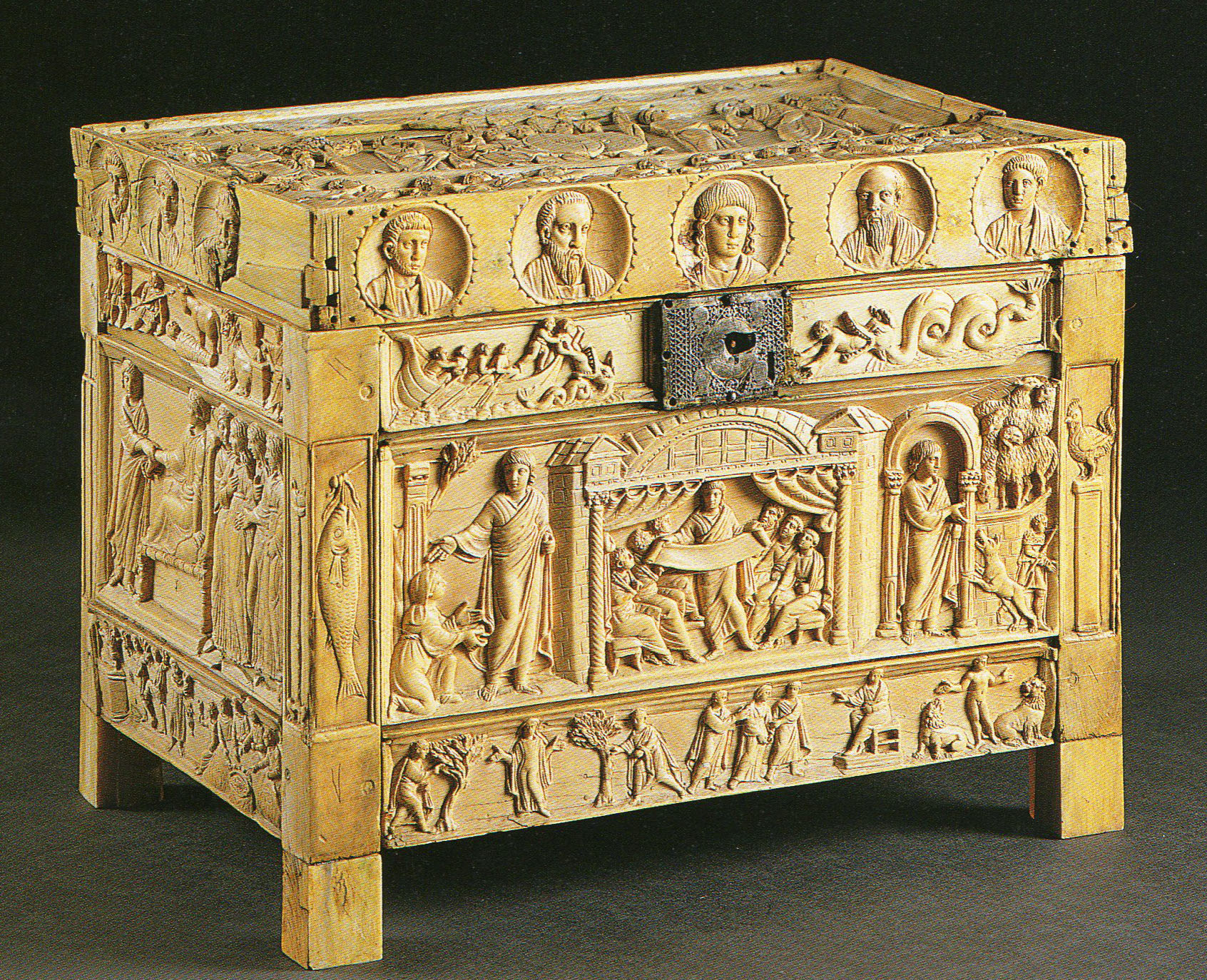
Скринька з Брешії, слонова кістка 4 століття

Ранньохристиянське мистецтво та архітектура (або палеохристиянське мистецтво) — це мистецтво, створене християнами або під християнським патронатом, від самого раннього періоду християнства до, залежно від визначення, між 260 і 525 роками. На практиці християнське мистецтво, яке можна ідентифікувати, збереглося лише з 2 століття. Після 550 року християнське мистецтво класифікується як візантійське або відповідно до регіону.
Важко знати, коли почалося чітко християнське мистецтво. До 100 року християни могли бути обмежені своїм становищем переслідуваної групи від створення довговічних витворів мистецтва. Оскільки християнство як релігія не було добре представлене в публічній сфері, відсутність уцілілого мистецтва може свідчити про брак коштів на меценатство та просто про малу кількість послідовників. Обмеження Старого Заповіту щодо виробництва різьблених (ідола чи фетиша, вирізьбленого на дереві чи камені) зображень (див. також Ідолопоклонство та християнство), можливо, також обмежували християн від створення мистецтва. Християни, можливо, виготовляли або купували мистецтво з язичницькою іконографією, але надавали йому християнського значення, як вони це зробили пізніше. Якби це сталося, «християнське» мистецтво не відразу можна було б впізнати як таке.
Раннє християнство використовувало ті ж засоби мистецтва, що й навколишня язичницька культура. Ці носії включали фреску, мозаїку, скульптуру та ілюмінацію рукописів. Ранньохристиянське мистецтво використовувало не лише римські форми, а й римські стилі. Пізня класика включала пропорційне зображення людського тіла та імпресіоністичне зображення простору. Пізній класичний стиль можна побачити в ранньохристиянських фресках, таких як фрески в Римських катакомбах, які містять більшість зразків найдавнішого християнського мистецтва.
Ранньохристиянське мистецтво та архітектура адаптували римські мистецькі мотиви та надали нового значення тому, що було язичницькими символами. Серед використаних мотивів були павич, виноград справжній і «Добрий пастир». Ранні християни також розробили власну іконографію; наприклад, такі символи, як риба (іхтіс), не були запозичені з язичницької іконографії.
Учені зазвичай поділяють ранньохристиянське мистецтво на два періоди: до і після Міланського едикту 313 року, який приніс так званий Тріумф Церкви за часів Костянтина, або Першого Нікейського собору 325 року. Попередній період називають доконстянтинівським або донікейським періодом і після нього періодом Перших семи Вселенських соборів. Таким чином, кінець періоду раннього християнського мистецтва, який історики мистецтва зазвичай визначають як 5-7 століття, є значно пізнішим, ніж кінець періоду раннього християнства, як зазвичай визначають теологи та історики церкви, який частіше вважається закінченим за Костянтина, близько 313—325 років.

## Символи

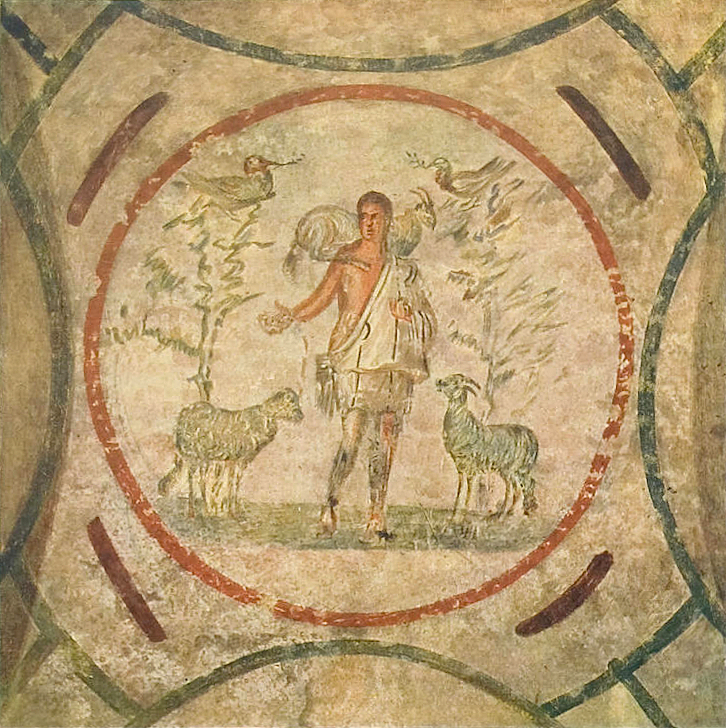
Добрий пастир із катакомб Прісцилли, 250—300

Під час гонінь на християн у Римській імперії християнське мистецтво було обов'язково та навмисно прихованим і двозначним, використовуючи образи, які були схожі на язичницьку культуру, але мали особливе значення для християн. Найдавніші твори християнського мистецтва, що збереглися, походять з кінця 2-го до початку 4-го століть на стінах християнських гробниць у катакомбах Риму. З літературних свідчень цілком можливо, що ікони панно зникли, як і майже весь класичний живопис. Спочатку Ісус був представлений опосередковано символами -піктограмами, такими як Іхтіс (риба), павич, Агнець Божий або якір (Лабарум або Chi-Rho були пізнішими розробками). Пізніше використовували персоніфіковані символи, зокрема Йону, чиї три дні в череві кита прообразували проміжок часу між смертю та воскресінням Ісуса, Даниїла в лев'ячій ямі або Орфея, який зачаровував тварин. Зображення «Доброго Пастиря», безбородого юнака в пасторальних сценах, що збирає овець, було найпоширенішим із цих зображень і, ймовірно, не сприймалося як портрет історичного Ісуса. Ці зображення мають деяку схожість із зображеннями фігур куросів у греко-римському мистецтві. Примітною є «майже повна відсутність у християнських пам'ятках періоду гонінь простого неприкрашеного хреста», за винятком замаскованої форми якоря. Хрест, який символізує розп'яття Ісуса на хресті, не зображувався явно протягом кількох століть, можливо, тому, що розп'яття було покаранням для звичайних злочинців, а також тому, що літературні джерела відзначали, що це був символ, визнаний виключно християнським, як знак хрест був виготовлений християнами з самого початку.
Поширене уявлення про те, що християнські катакомби були «таємними» або мали приховувати свою приналежність, ймовірно, є помилковим; катакомби були великими комерційними підприємствами, зазвичай розташованими неподалік від головних доріг до міста, існування яких було добре відомо. Неявна символічна природа багатьох ранньохристиянських візуальних мотивів, можливо, мала функцію розсудливості в інших контекстах, але на могилах вони, ймовірно, відображають відсутність будь-якого іншого репертуару християнської іконографії.
Голуб є символом миру і чистоти. Його можна знайти з ореолом або небесним світилом. В одному з найдавніших відомих тринітарних зображень «Престол Бога як тринітарний образ» (мармуровий рельєф, вирізаний прибл. 400 CE в колекції Фонду прусської культурної спадщини), голуб символізує Духа. Він летить над порожнім троном, що символізує Бога, на троні містяться хламида (плащ) і діадема, що символізує Сина. Монограма Chi-Rho, XP, очевидно, вперше використана Костянтином I, складається з перших двох літер імені «Христос» грецькою мовою.

## Християнське мистецтво до 313 р

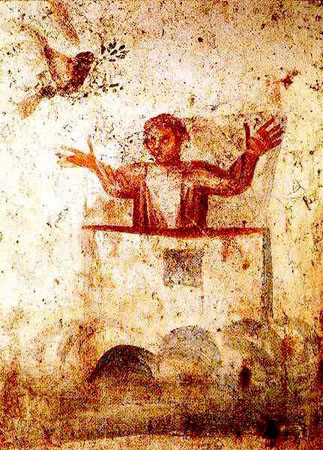
Ной молиться в ковчезі з римської катакомби

Загальне припущення про те, що раннє християнство було загалом аніконічним, протиставлялося релігійним образам як у теорії, так і на практиці приблизно до 200 року, було оскаржено аналізом ранньохристиянських письмових і матеріальних залишків Пола Корбі Фінні (1994). Він розрізняє три різні джерела ставлення ранніх християн до цього питання: «по-перше, що люди могли мати пряме бачення Бога; по-друге, що вони не могли; і, по-третє, що хоча люди могли бачити Бога, їм краще не дивитися, і їм суворо заборонялося відображати те, що вони бачили». Вони походять відповідно з грецьких і близькосхідних язичницьких релігій, із давньогрецької філософії та з єврейської традиції та Старого Завіту. З усіх трьох, Фінні робить висновок, що «загалом відраза Ізраїлю до священних образів вплинула на раннє християнство значно менше, ніж грецька філософська традиція невидимого божества, визначеного апофатично», таким чином, приділяючи менше уваги єврейському походження більшості перших християн, ніж більшість традиційних розповідей. Фінні припускає, що «причини відсутності християнського мистецтва до 200 року не мають нічого спільного з принциповою відразою до мистецтва, з потойбічністю чи антиматеріалізмом. Істина проста і буденна: християнам бракувало землі та капіталу. Мистецтво вимагає обох. Як тільки вони почали здобувати землю та капітал, християни почали експериментувати зі своїми власними відмінними формами мистецтва».
У церкві Дура-Европос приблизно 230—256 рр., яка перебуває в найкращому стані з уцілілих ранніх церков, є фрески з біблійними сценами, включаючи фігуру Ісуса, а також Христа як Доброго Пастиря. Будівля була звичайним будинком, очевидно переобладнаним під церкву. Найдавніші християнські картини в Римських катакомбах створені за кілька десятиліть тому, і вони являють собою найбільшу колекцію зразків християнського мистецтва доконстянтинівського періоду, із сотнями зразків, що прикрашають гробниці або сімейні гробниці. Багато з них є простими символами, але є численні фігурні картини, на яких зображені оранти або жіночі фігури, що моляться, зазвичай являють померлу особу, або фігури чи скорочені сцени з Біблії чи християнської історії.
Стиль катакомбних розписів і всі декоративні елементи фактично ідентичні катакомбам інших релігійних груп, будь то звичайні язичники, які дотримуються давньоримської релігії, або євреї чи послідовники римських таємничих релігій. Якість живопису низька порівняно з великими будинками багатіїв, які являють інший основний корпус живопису, що зберігся з того періоду, але скорочене зображення фігур може мати виразний шарм. Подібна ситуація спостерігається в Дура-Европос, де оздоблення церкви можна порівняти за стилем і якістю з оздобленням синагоги Дура-Европос і храму Бела (більшої та розкішніше пофарбованої). Принаймні в таких менших місцях, здається, що доступні художники використовувалися всіма релігійними групами. Можливо, розмальовані кімнати в катакомбах були прикрашені в стилі, подібному до найкращих кімнат у будинках заможніших сімей, похованих у них, із християнськими сценами та символами, які замінювали сцени та символи з міфології, літератури, язичництва та еротизму, хоча нам бракує доказів, щоб підтвердити це. Ми дійсно маємо ті самі сцени на невеликих шматочках, таких як кераміка чи скло, хоча рідше з цього доконстянтинівського періоду.
Надавали перевагу тому, що іноді називають «скороченим» представленням, невеликим групам, скажімо, від однієї до чотирьох фігур, які утворювали єдиний мотив, який можна було легко розпізнати як символ конкретного випадку. Ці віньєтки відповідали римському стилю оздоблення приміщень, розташовані у відділеннях за схемою з геометричною структурою (див. галерею нижче). Велику популярність мали біблійні сцени порятунку від смертельної небезпеки; вони представляли як воскресіння Ісуса через типологію, так і спасіння душі померлого. Йона та кит, Жертвоприношення Ісаака, Ной молиться в ковчезі (зображений у вигляді оранти у великій коробці, можливо, з голубом, що несе гілку), Мойсей, що вдаряє об скелю, Даниїл у левиній ямі і Троє юнаків у вогняній печі() були улюбленими, які можна було легко зобразити.
Ранньохристиянські саркофаги були набагато дорожчим варіантом, зроблені з мармуру і часто сильно прикрашені сценами з дуже високим рельєфом, обробленими свердлами. Окремо стоячі статуї, які безсумнівно є християнськими, дуже рідкісні та ніколи не мають великих розмірів, оскільки більш поширені предмети, такі як Добрий Пастир, були символами, привабливими для кількох релігійних і філософських груп, у тому числі християн, і без контексту їх неможливо назвати жодною приналежністю. Як правило, скульптури там, де вони з'являються, досить високої якості. Одна виняткова група, яка виглядає явно християнською, відома як Клівлендські статуетки Йони та Кита і складається з групи невеликих статуеток близько 270, включаючи два бюсти молодої та модно одягненої пари з невідомого місця знахідки, можливо, на території сучасної Туреччини. Інші фігури розповідають історію Йони в чотирьох частинах із Добрим Пастирем; як вони були показані, залишається загадкою.
Зображення Ісуса було добре розвиненим до кінця доконстянтинівського періоду. Його зазвичай зображували в сюжетних сценах, надаючи перевагу новозавітним чудесам і небагатьом сценам із його Страстей. Використовувалося безліч різних типів зовнішності, включно з худорлявою довголицьою фігурою з довгим центральним проділом волоссям, яке пізніше стало нормою. Але на найбільш ранніх зображеннях, як багато, зображено кремезну безбороду фігуру з коротким волоссям у короткій туніці, яку можна ідентифікувати лише за контекстом. На багатьох зображеннях чудес Ісус тримає палицю чи жезл, якими він спрямовує на предмет чуда, як сучасний сценічний фокусник (хоча паличка набагато більша).
Святих можна побачити досить часто, а Петро і Павло, обидва замучені в Римі, певним чином найбільш поширені в тамтешніх катакомбах. Обидва вже мають свій характерний вигляд, що зберігся упродовж усієї історії християнського мистецтва. Інших святих можна не впізнати, якщо на них немає напису. Таким же чином деякі зображення можуть представляти Таємну вечерю або сучасний бенкет агапе.

## Християнська архітектура після 313 р

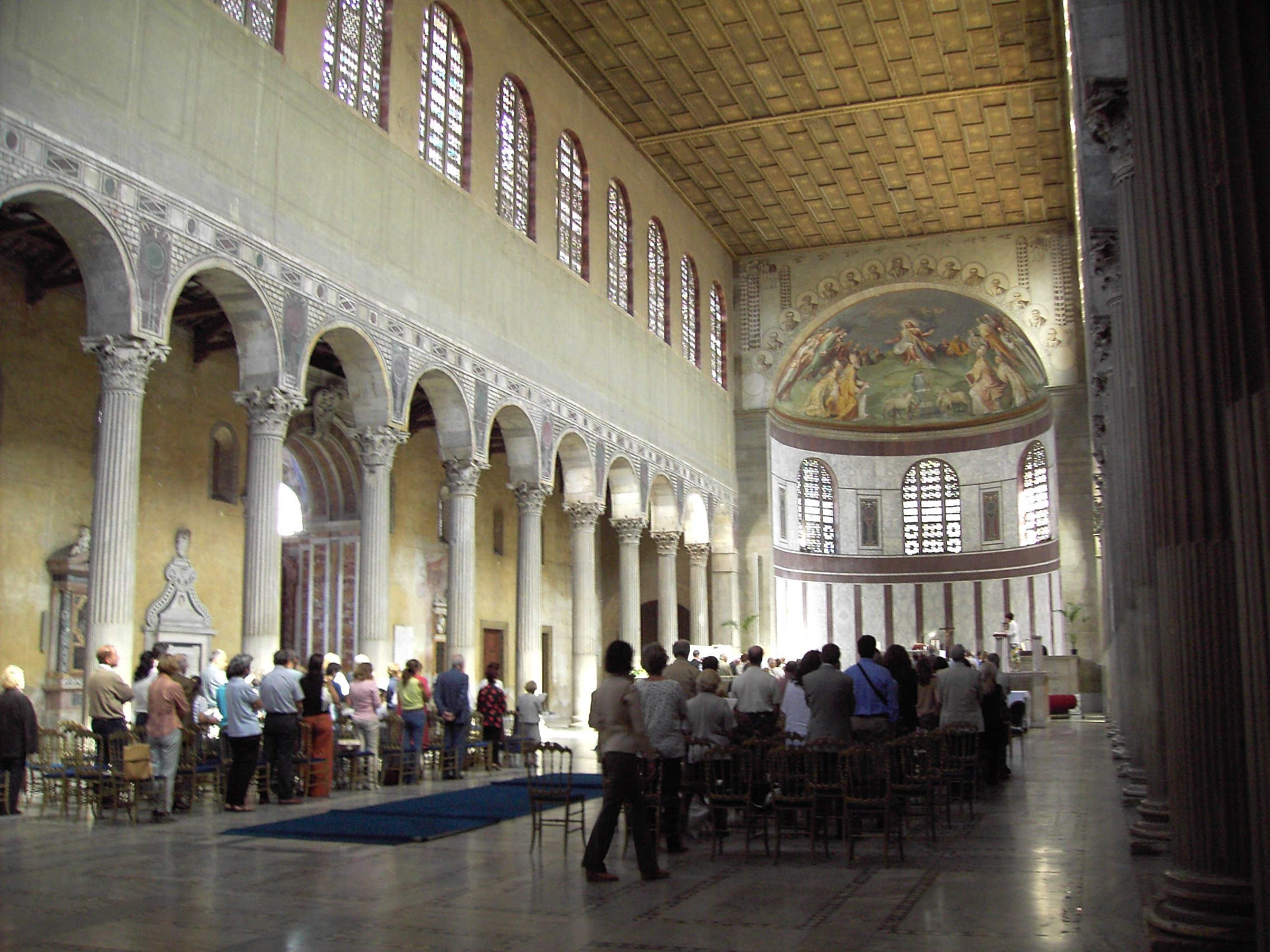
Санта-Сабіна, Рим, інтер'єр (5 століття).

У IV столітті швидко зростаюче християнське населення, яке тепер підтримується державою, потребувало будівництва більших і грандіозніших громадських будівель для поклоніння, ніж здебільшого стримані місця для зустрічей, які вони використовували, які зазвичай були в домашніх будівлях або серед них. Деякий час язичницькі храми використовувалися для своїх первісних цілей, і, принаймні в Римі, християни уникали їх навіть у пустелі до 6-7 століть, коли деякі з них були перетворені на церкви. Деінде це сталося раніше. Архітектурні формули для храмів були непридатними не лише через їх язичницькі асоціації, а й тому, що язичницький культ і жертвоприношення відбувалися просто неба під очима богів, а храм, де містилися культові фігури та скарбниця, був фоном без вікон.

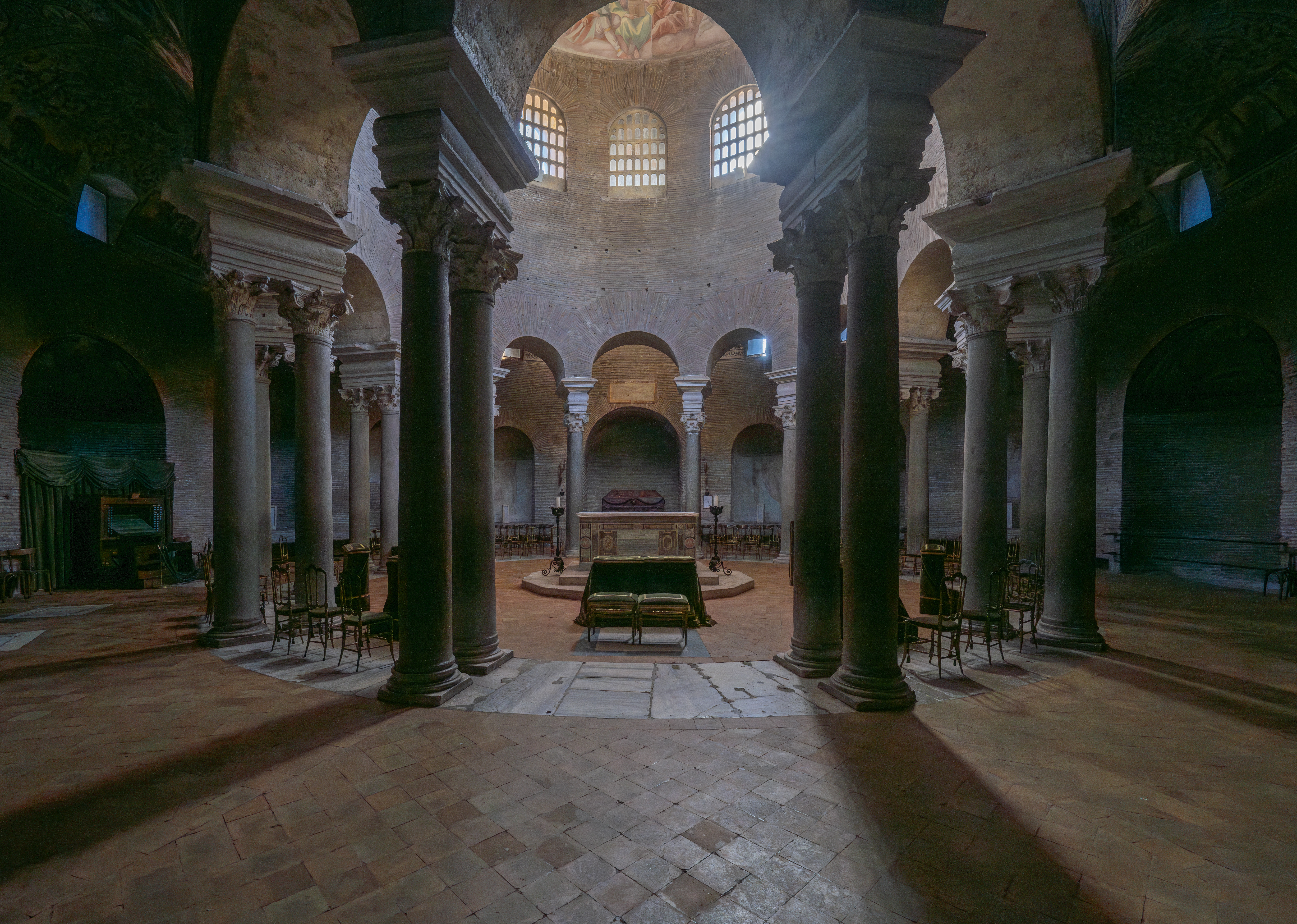
Внутрішній вигляд Санта-Констанца, Рим

Коли імператор Костянтин I хотів увічнити свою імператорську побожність, придатною моделлю була знайома традиційна архітектура базиліки. Існувало кілька варіантів основного плану світської базиліки, завжди якась прямокутна зала, але той, який зазвичай дотримувався для церков, мав центральну наву з одним проходом з кожного боку та апсиду в одному кінці навпроти головних дверей на інші. В апсиді, а часто й перед нею, була підвищена платформа, де розміщувався вівтар і служили священнослужителі. У світських будівлях цей план частіше використовувався для невеликих залів для аудієнцій імператорів, губернаторів і дуже багатих, ніж для великих громадських базилік, що функціонували як суди та інші громадські цілі.
Це був звичайний зразок для римських церков і загалом у Західній імперії, але Східна імперія та римська Африка були більш авантюрними, і їхні моделі інколи копіювали на Заході, наприклад у Мілані. Усі варіації дозволяли природне світло з вікон високо в стінах, відхід від безвіконних святинь храмів більшості попередніх релігій, і це залишилося незмінною рисою християнської церковної архітектури. Формули надання церков з великою центральною площею стали перевагою у візантійській архітектурі, яка рано розвинула стилі базиліки з куполом.

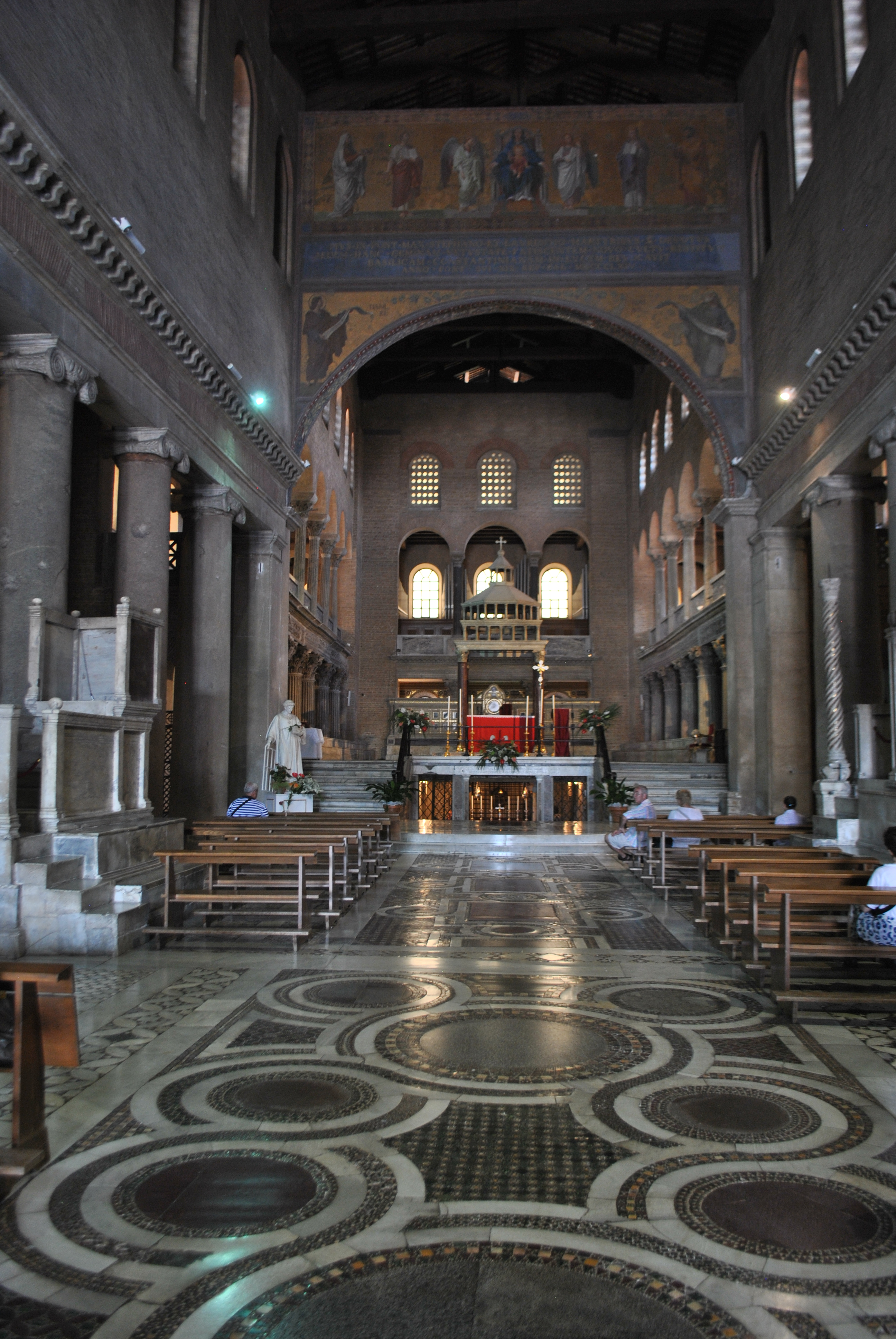
Неф Базиліка Сан-Лоренцо-фуорі-ле-Мура, Рим

Особливим і недовговічним типом будівлі, що використовувала ту саму базиліканську форму, був поховальний зал, який не був звичайною церквою, хоча вцілілі зразки давно стали звичайними церквами, і вони завжди відправляли похорони та панахиди, але будівля зведений у костянтинівський період як критий цвинтар на місці, пов'язаному з ранніми християнськими мучениками, наприклад катакомба. Шість зразків, побудованих Костянтином поза стінами Риму: Стара базиліка Святого Петра, старша базиліка, присвячена святій Агнесі, єдиним елементом якої зараз є Санта-Констанца, Сан-Себастьяно фуорі ле мура, Сан-Лоренцо-фуорі-ле-Мура, Санті Марчелліно і П'єтро аль Латерано, і один у сучасному парку Вілла Гордіані.
Мартиріум — це будівля, споруджена на місці, що має особливе значення, часто над похованням мученика. Жодна конкретна архітектурна форма не була пов'язана з типом, і вони часто були невеликими. Багато з них стали церквами або каплицями у великих церквах, зведених поруч із ними. З баптистеріями та мавзолеями, їхні часто менші розміри та різні функції зробили мартирії придатними для архітектурних експериментів.
Серед ключових будівель, не всі збереглися в первозданному вигляді, можна виділити:
- Костянтинівські базиліки:
  - Архибазиліка Святого Іоанна Латеранського
  - Базиліка Санта-Марія-Маджоре
  - Стара базиліка Святого Петра
  - Храм Гробу Господнього
  - Храм Різдва Христового
  - Собор святої Софії, Софія
- Централізований план
  - Санта-Констанца, побудований як імператорський мавзолей, що примикає до похоронного залу, частина стіни якого збереглася.[34]
  - Ротонда святого Георгія, Софія

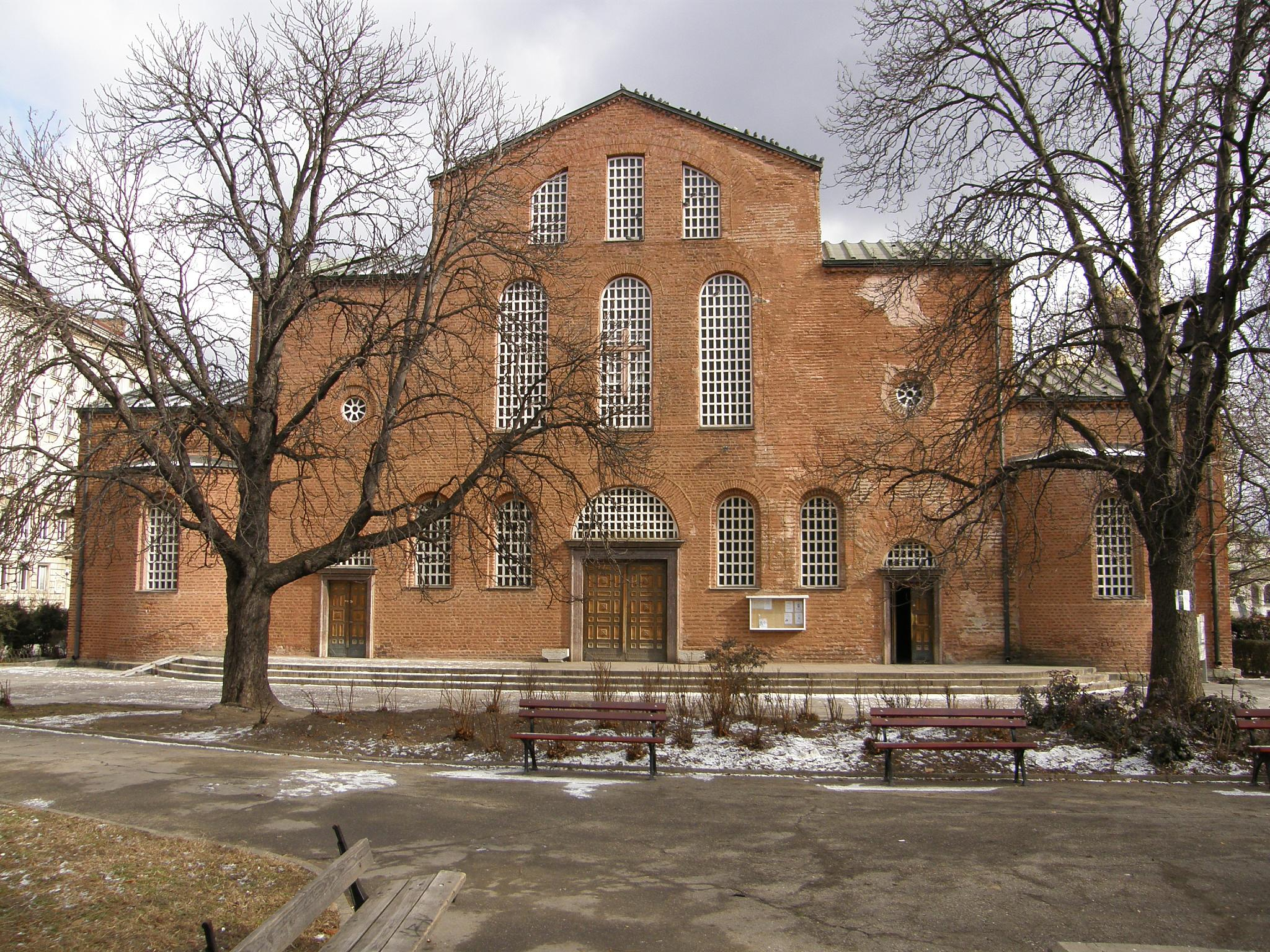
Зовнішній вигляд базиліки Святої Софії в Софії, Болгарія, 4 ст. н. е.
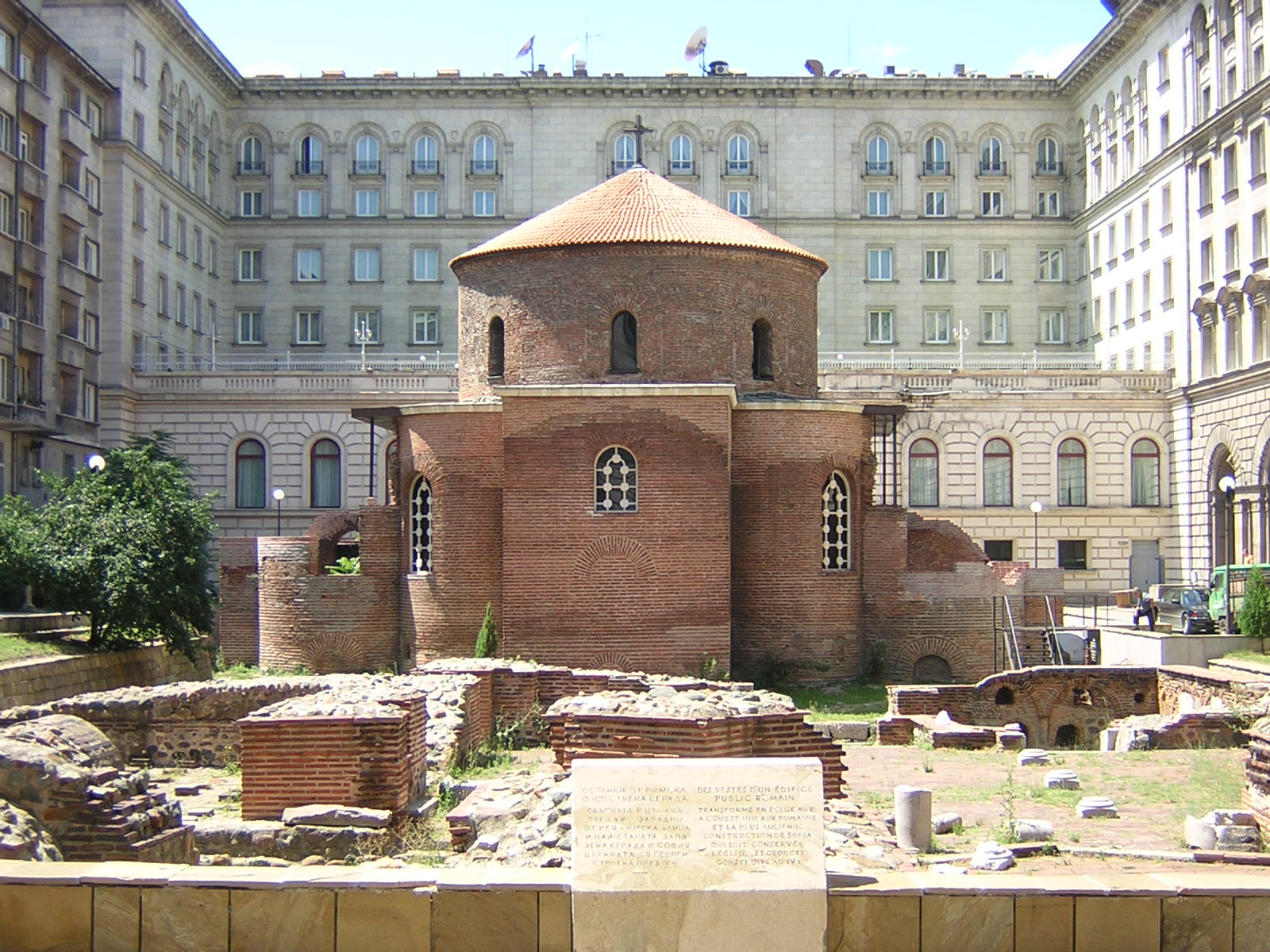
Зовнішній вигляд ротонди Святого Георгія, Софія, Болгарія, 3-4 ст. н. е.

## Християнське мистецтво після 313 р

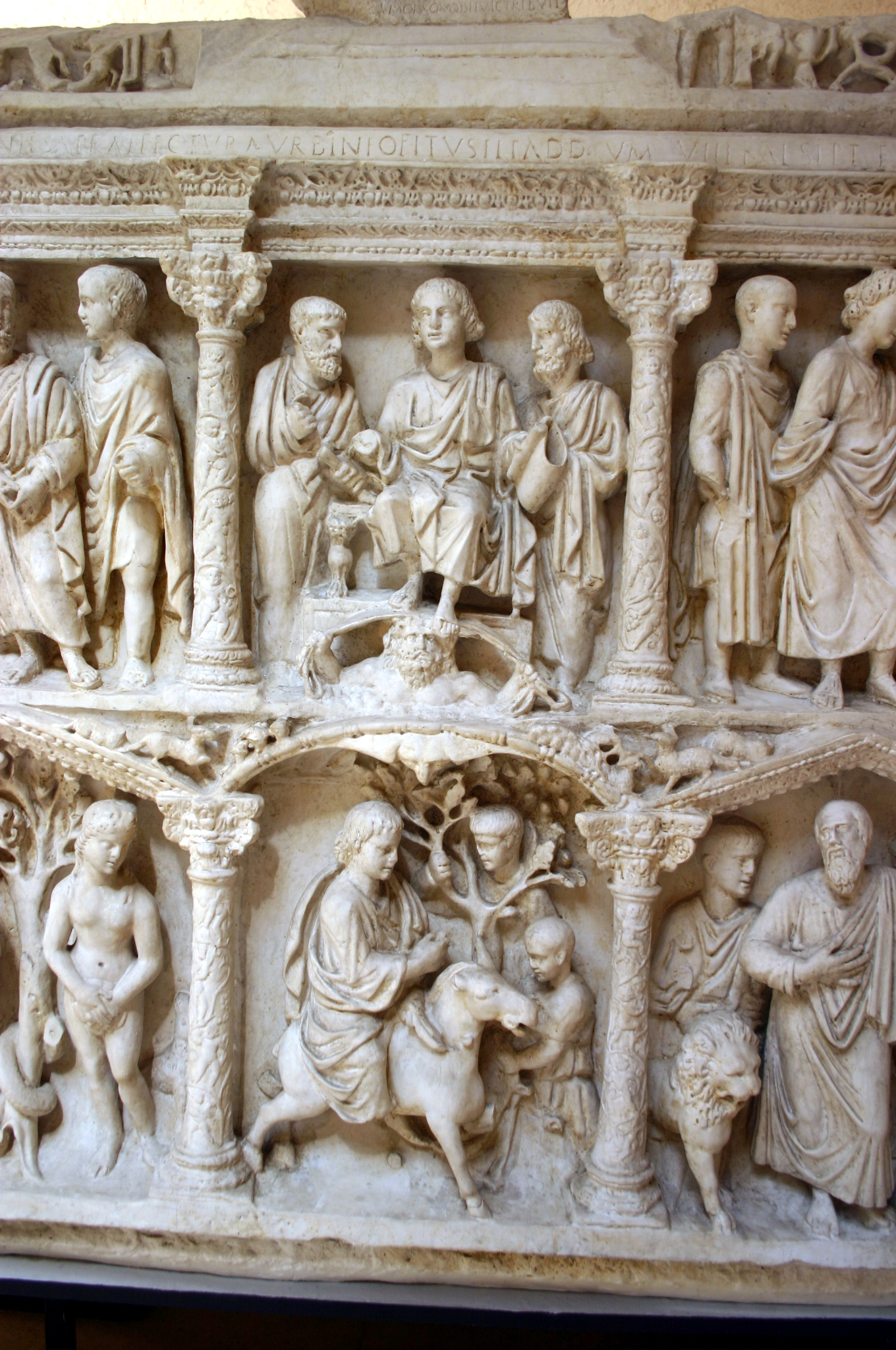
Зліпок центральних частин саркофага Юнія Баса з зображенням Traditio Legis і Ісуса, який в'їжджає в Єрусалим

З остаточним узаконенням християнства існуючі стилі християнського мистецтва продовжували розвиватися, набуваючи більш монументального та культового характеру. Незабаром почали будуватися дуже великі християнські церкви, і більшість багатої еліти адаптувала християнство, а публічне та елітарне християнське мистецтво стало більш величним, щоб відповідати новим просторам і клієнтам. Ганс Белтінг писав, що «у пізній античності… християнство прийняло культові зображення „язичників“, повністю змінивши своє початкове ставлення, і розробило власну практику зображення». Але велика окремо стояча скульптура, засіб для найвидатніших язичницьких зображень, продовжувала викликати недовіру і її в основному уникали упродовж кількох століть, і фактично до наших днів у православному світі.
Хоча на запозичення таких мотивів, як Богородиця з немовлям, із язичницького релігійного мистецтва вказувалося ще за часів протестантської Реформації, коли Жан Кальвін та його послідовники з радістю використовували їх як палицю, якою можна було бити все християнське мистецтво, переконані Андрій Грабар, Андраш Алфелді, Ернст Канторович та інші історики мистецтва початку 20-го століття, що образи римської імперії мали значно більший вплив, «стали загальновизнаними». Книга Томаса Ф. Метьюза 1994 року намагалася спростувати цю тезу, значною мірою заперечуючи вплив імперської іконографії на користь ряду інших світських і релігійних впливів, але академічні рецензенти її не сприйняли.
З'являються більш складні та дорогі роботи, оскільки заможні поступово наверталися, і з'являється більше богословської складності, оскільки християнство стало предметом гострих доктринальних суперечок. У той же час зовсім інший тип мистецтва можна знайти в нових громадських церквах, які зараз будували. Дещо випадково, найкраща група з них уціліла з Рима, де разом із Константинополем та Єрусалимом вони, ймовірно, були найвеличнішими. Мозаїка тепер стає важливою; на щастя, вона збереглася набагато краще, ніж фреска, хоча і вразлива для реставрації та ремонту з добрих намірів. Здається, нововведенням ранньохристиянських церков було розміщувати мозаїку на стіні та використовувати її для священних предметів; раніше ця техніка використовувалася переважно для підлоги та стін у садах. До кінця періоду розвинувся стиль використання золотого ґрунту, який продовжував характеризувати візантійські зображення та багато середньовічних західних.
Збільшуючи простір, розповідні зображення, що містять багато людей, розвиваються в церквах, а також починають спостерігатися в пізніших катакомбних картинах. Безперервні ряди біблійних сцен з'являються (досить високо) вздовж бічних стін церков. Найкраще збережені приклади 5-го століття — це набір старозавітних сцен уздовж стін нави Санта-Марія-Маджоре в Римі. Їх можна порівняти з картинами Дура-Европосу, і, ймовірно, вони також походять із втраченої традиції як єврейських, так і християнських ілюстрованих рукописів, а також більш загальних римських прецедентів. Великі апсиди містять зображення в іконічному стилі, який поступово розвинувся до великої фігури, або пізніше просто бюста, Христа або пізніше Діви Марії. Найдавніші апсиди демонструють ряд композицій, які є новими символічними образами християнського життя і церкви.
Жодних панно чи «ікон» до 6-го століття не збереглося в будь-якому вигляді в оригінальному стані, але вони явно були створені та набували більшого значення протягом цього періоду.
Скульптури, всі значно менші за натуральну величину, збереглися в більшій кількості. Найвідомішими з великої кількості ранньохристиянських саркофагів, що збереглися, є, мабуть, саркофаг Юнія Басса і догматичний саркофаг 4 ст. Збереглася низка різьблень зі слонової кістки, включаючи складну шкатулку з Брешії кінця 5-го століття, ймовірно, продукт єпископату святого Амвросія в Мілані, який тоді був резиденцією імператорського двору, і трон Максиміана 6-го століття з візантійської італійської столиці Равенна.

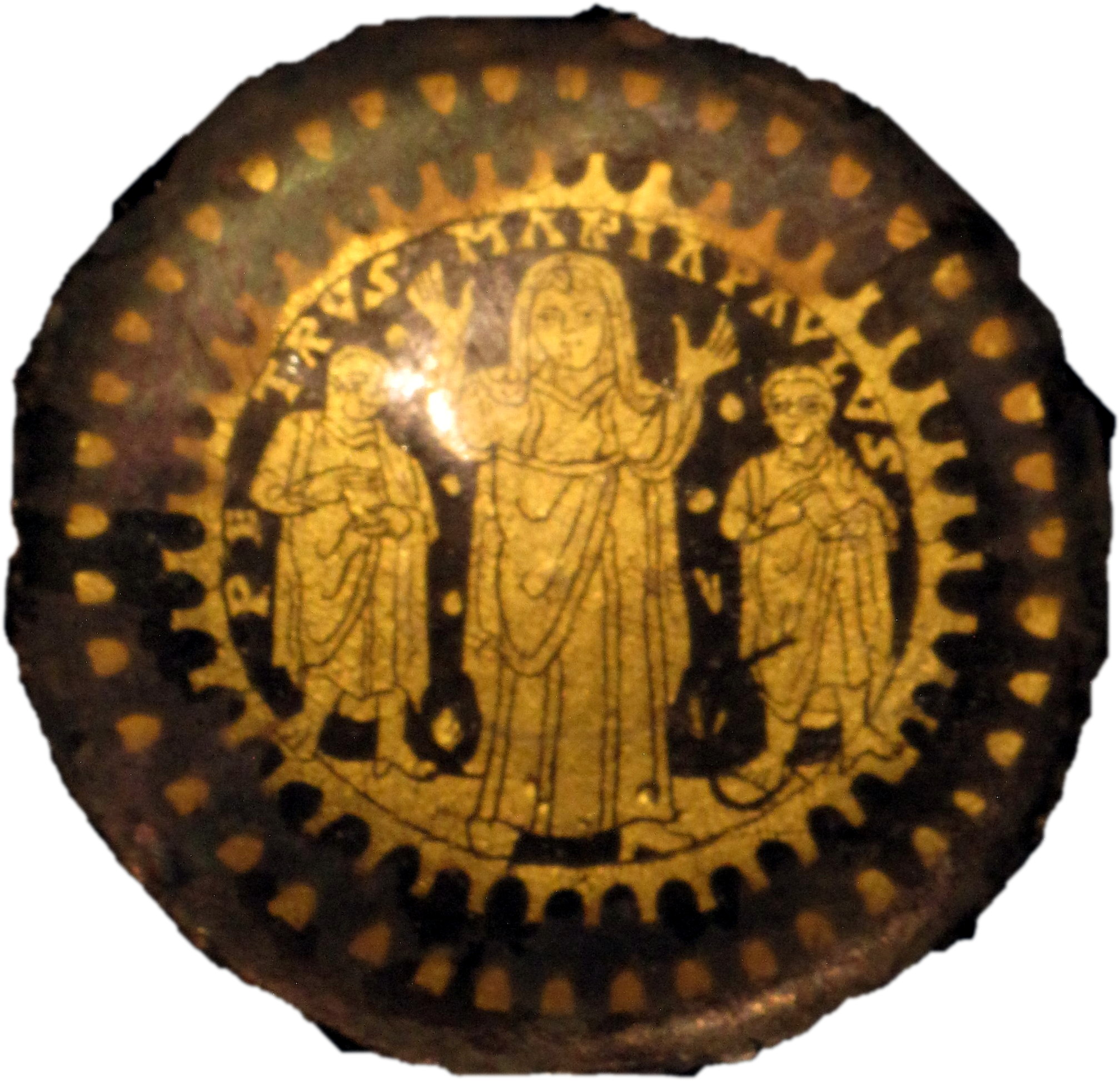
Золоте скло з катакомб, Святий Петро, Діва Марія в позі оранти, Святий Павло, 4 ст.

- Рукописи
  - Кведлінбурзька Італа — Старий Заповіт 5 ст.
  - Віденський Генезис
  - Россанський кодекс
  - Коттонівський Генезис
- Пізньоантична мозаїка в Італії та ранньовізантійська мозаїка на Близькому Сході.

### Золоте скло
Золотий сендвіч-скло або золоте скло — це техніка кріплення шару сусального золота з малюнком між двома злитими шарами скла, розроблена в елліністичному склі та відроджена в 3 столітті. Є набагато менше великих малюнків, але переважна більшість із приблизно 500 уцілілих — круглики, які є відрізаними днищами винних чашок або келихів, які використовувалися для позначення та прикраси могил у римських катакомбах, втиснувши їх у ступку. Переважна більшість відноситься до 4 століття, поширюючись на 5 століття. Більшість із них є християнськими, але багато язичницьких і кілька єврейських, і, ймовірно, спочатку дарувалися як подарунки на весілля або на святкові події, такі як Новий рік. Їх іконографія була багато вивчена, хоча мистецько вони відносно нескладні. Їх сюжети подібні до катакомбних розписів, але з різним балансом, що включає більше портретів померлих (як правило, це передбачається). У них можна побачити прогрес до збільшення кількості образів святих. Таку саму техніку почали використовувати для золотих мозаїчних тесер у середині 1-го століття в Римі, а до 5-го століття вони стали стандартним фоном для релігійної мозаїки.